# Йенсен, Давид (футболист)
Давид Рогор Йенсен (дат. David Raagaard Jensen; род. 25 марта 1992, Хиллерёд, Дания) — датский футболист, вратарь клуба «Люнгбю».

## Клубная карьера
Йенсен — воспитанник клуба «Норшелланн». 24 сентября 2011 года в матче против «Орхуса» он дебютировал в датской Суперлиге, заменив получившего травму Йеспера Хансена. В своём дебютном сезоне Йнсен стал чемпионом Дании. В 2012 году Давид для получения игровой практики на правах аренды выступал за «Фредерисию», а в 2013 году — за «Академиск». В начале 2014 года Йенсен завоевал место основного вратаря «Норшелланна».
Летом 2016 года Давид перешёл в нидерландский «Утрехт». 27 ноября в матче против «Фейеноорда» он дебютировал в Эредивизи.
29 января 2020 года Йенсен перешёл в клуб MLS «Нью-Йорк Ред Буллз». В американской лиге он дебютировал 1 марта в матче стартового тура сезона 2020 против «Цинциннати».
17 июня 2021 года Йенсен отправился в бельгийский «Вестерло» в однолетнюю аренду. В Первом дивизионе B он дебютировал 15 августа в матче стартового тура сезона 2021/22 против «Эксельсиор Виртон».
7 июля 2022 года Йенсен расторг контракт с «Нью-Йорк Ред Буллз» по обоюдному согласию сторон.
30 июля 2022 года Йенсен подписал двухлетний контракт с новичком турецкой Суперлиги, клубом «Истанбулспор».

## Международная карьера
В 2015 году в составе молодёжной сборной Дании Йенсен принял участие в молодёжном чемпионате Европы в Чехии. На турнире он был запасным и на поле так и не вышел.

## Достижения
Командные
 «Норшелланн»
- Чемпион Дании — 2011/2012